# Адамс, Беверли
Бе́верли А́дамс (англ. Beverly Adams; род. 7 ноября 1940 или 7 ноября 1945, Эдмонтон) — американская актриса кино и телевидения.

## Биография
Беверли Гейл Адамс родилась 7 ноября 1945 года (некоторые источники говорят о 1940 годе) в городе Эдмонтон (Канада). Отца звали Уэйн, мать — Тилли. Ещё будучи ребёнком переехала с родителями в США, в город Бербанк (штат Калифорния). Там она начала карьеру модели, победив в нескольких местных подростковых конкурсах красоты. Девушка подрабатывала в магазине одежды и секретарём судьи Верховного суда в Лос-Анджелесе. Во время показа мод в этом магазине Адамс, как модель, продемонстрировала публике несколько платьев. На этом показе её приметил «охотник за талантами» и пригласил девушку сниматься в рекламе на местной телестанции. Там девушку увидел известный актёр Оззи Нельсон и пригласил её сняться в своём телесериале «Приключения Оззи и Харриет». Так в неполные 18 лет (неполные 23 года) Адамс стала актрисой. Впрочем, её карьера продолжалась недолго: за пять лет (1963—1968) девушка снялась в 26 фильмах и сериалах, а затем с 1974 по 1999 год появилась в шести телесериалах и одном кинофильме. Позже она появлялась на экранах ещё дважды, оба раза в роли самой себя: в 2010 году — в документальном фильме о Видале Сассуне; в 2017 году — гостевая роль в одном выпуске ток-шоу «Дом и семья».
С 1967 по 1981 год была известна как Беверли Сассун (взяла фамилию мужа), под этим именем она написала несколько книг; несколько раз указывалась в титрах; была представителем (spokeswoman) корпорации Vidal Sassoon, Inc. Запустила собственную линию средств по уходу за домашними животными Beverly Sassoon Pet Care System.

### Личная жизнь
В 1966 году Адамс отправилась в Лондон для съёмок в фильме «Сад пыток». Там она познакомилась с парикмахером-стилистом Видалом Сассуном, который был старше её на 17 лет. 16 февраля 1967 года Адамс и Сассун сочетались браком. 28 января 1981 года последовал развод, от брака остались четверо детей, в том числе Катя Сассун (1968—2002), которая стала довольно известной актрисой, фотомоделью и певицей. Остальные дети: дочь Эден, сыновья Элан БенВидал (род. 1970; как и отец стал парикмахером-стилистом) и Дэвид.
22 декабря 1986 года Адамс вышла замуж за матадора (bullfighter) по имени Антонио Ломелин Мигони, но через некоторое время брак был аннулирован.

## Фильмография

### Широкий экран
В титрах не указана
- 1964 — Новые интерны[англ.] / The New Interns — Лайза
- 1964 — Отель «Медовый месяц»[англ.] / Honeymoon Hotel — жена
- 1964 — Рабочий по найму / Roustabout — Ко́ра
- 1965 — Счастлив с девушкой / Girl Happy — девушка

В титрах указана
- 1965 — Как справиться с диким бикини[англ.] / How to Stuff a Wild Bikini — Кассандра
- 1966 — Глушители[англ.] / The Silencers — Милая Кравезит
- 1966 — Если все женщины мира[англ.] / Se tutte le donne del mondo… (Operazione Paradiso) / Kiss the Girls and Make Them Die[8] — Карин
- 1966 — Закоулок убийц[англ.] / Murderers' Row — Милая Кравезит
- 1967 — Дьявольские ангелы[англ.] / Devil's Angels — Линн
- 1967 — Сад пыток[англ.] / Torture Garden — Карла Хейз (в новелле «Ужас в Голливуде»)
- 1967 — Сидящие в засаде / The Ambushers — Милая Кравезит
- 1968 — Молотоголовый[англ.] / Hammerhead — Слоновая Кость

### Телевидение
- 1963 — Приключения Оззи и Харриет / The Adventures of Ozzie and Harriet — Глория (в эпизоде Wally's Pen Pal[англ.])
- 1963 — Шоу Джои Бишопа[англ.] / The Joey Bishop Show — продавщица сигарет[англ.] (в эпизоде Joey's Surprise for Ellie)
- 1964 — Боб Хоуп представляет Театр Крайслера[англ.] / Bob Hope Presents the Chrysler Theatre — одинокая незамужняя девушка (в эпизоде Her School for Bachelors)
- 1964 — Доктор Килдэр[англ.] / Dr. Kildare — разные роли (в 3 эпизодах)
- 1964—1965 — Правосудие Бёрка[англ.] / Burke’s Law — разные роли (в 3 эпизодах)
- 1965 — Моя жена меня приворожила / Bewitched — Д. Дэнджер О’Райли (в эпизоде George the Warlock)
- 1965 — Гиджет[англ.] / Gidget — Сокровище (в эпизоде In God, and Nobody Else, We Trust)
- 1974— Полицейская история[англ.] / Police Story — Алисия (в эпизоде Glamour Boy)
- 1980 — Медэксперт Куинси[англ.] / Quincy, M.E. — доктор Джерри МакКракен (в эпизоде New Blood[англ.])
- 1982 — Калифорнийский дорожный патруль[англ.] / CHiPs — Ванесса Джеймс (в эпизоде Head Over Heels[англ.])
- 1992 — Шёлковые сети[англ.] / Silk Stalkings — Анна Алексис (в эпизоде Baser Instincts)
- 1997, 1999 — Профайлер / Profiler — Глория Бартис • Бея Контерас (в 2 эпизодах[англ.])

### В роли самой себя
В ток-шоу и телеиграх
- 1967 — ? / Juke Box Jury — участница игры (в выпуске #1.411)
- 1970 — Он сказал, она сказала / He Said, She Said — участница игры (в 2 выпусках)
- 1976 — Шоу Фила Донахью / The Phil Donahue Show — в выпуске от 24 ноября
- 1976—1979 — Шоу Майка Дугласа[англ.] / The Mike Douglas Show — в 6 выпусках
- 1977 — Шоу Мерва Гриффина[англ.] / The Merv Griffin Show — в выпуске от 26 октября
- 1981 — ведущая церемонии вручения премии People’s Choice Awards
- 1990 — В прямом эфире с Келли и Марком[англ.] / Live with Kelly and Mark — в выпуске от 1 февраля